# Plainview (Nebraska)
Plainview je grad u američkoj saveznoj državi Nebraska. Prema popisu stanovništva iz 2010. u njemu je živjelo 1,246 stanovnika.